# Yukihiro Yamase
Yukihiro Yamase (山瀬 幸宏 Yamase Yukihiro?, nacido el 22 de abril de 1984 en Hokkaido) es un exfutbolista japonés. Jugaba de centrocampista y su último club fue el FC Osaka de Japón.

## Trayectoria

### Clubes
| Club                | País  | Año         |
| ------------------- | ----- | ----------- |
| Yokohama F. Marinos | Japón | 2003 - 2009 |
| Sagan Tosu          | Japón | 2009 - 2011 |
| Kataller Toyama     | Japón | 2012 - 2013 |
| FC Osaka            | Japón | 2014        |

## Estadística de carrera

### J. League
| Club                | Año   | J. League | J. League | Copa J. League | Copa J. League | Total | Total |
| Club                | Año   | Part.     | Goles     | Part.          | Goles          | Part. | Goles |
| ------------------- | ----- | --------- | --------- | -------------- | -------------- | ----- | ----- |
| Yokohama F. Marinos | 2003  | 0         | 0         | 0              | 0              | 0     | 0     |
| Yokohama F. Marinos | 2004  | 0         | 0         | 0              | 0              | 0     | 0     |
| Yokohama F. Marinos | 2005  | 1         | 0         | 0              | 0              | 1     | 0     |
| Yokohama F. Marinos | 2006  | 6         | 0         | 0              | 0              | 6     | 0     |
| Yokohama F. Marinos | 2007  | 30        | 4         | 8              | 1              | 38    | 5     |
| Yokohama F. Marinos | 2008  | 9         | 0         | 4              | 1              | 13    | 1     |
| Yokohama F. Marinos | 2009  | 0         | 0         | 0              | 0              | 0     | 0     |
| Sagan Tosu          | 2009  | 24        | 2         | -              | -              | 24    | 2     |
| Sagan Tosu          | 2010  | 21        | 2         | -              | -              | 21    | 2     |
| Sagan Tosu          | 2011  | 7         | 0         | -              | -              | 7     | 0     |
| Kataller Toyama     | 2012  | 8         | 0         | -              | -              | 8     | 0     |
| Kataller Toyama     | 2013  | 3         | 0         | -              | -              | 3     | 0     |
| Total               | Total | 109       | 8         | 12             | 2              | 121   | 10    |

## Palmarés

### Títulos nacionales
| Título    | Club                | País  | Año  |
| --------- | ------------------- | ----- | ---- |
| J1 League | Yokohama F. Marinos | Japón | 2003 |
| J1 League | Yokohama F. Marinos | Japón | 2004 |